# Parc national de la Guadeloupe
 Ikke at forveksle med Guadalupe Mountains National Park.
Parc national de la Guadeloupe eller Nationalpark Guadeloupe er en nationalpark i Guadeloupe, der er et fransk oversøisk departement på Leeward Islands i de Små Antiller i den østlige del af Caribien region. Det marine naturreservat Réserve Naturelle du Grand Cul-de-Sac Marin støder op til parken og administreres sammen med denne. Tilsammen danner de to beskyttede områder Guadeloupe Archipelag (Fransk: l'Archipel de la Guadeloupe) biosfærereservat.

## Historie
Generalkonsulen for Guadeloupe oprettede den regionale naturpark i 1970 i erkendelse af den exceptionelle biodiversitet på øen Basse-Terres tropiske skov og bjergmassiv. Selv om det oprindeligt blev anbragt under statskovenes administration, opstod der i 1977 forslag om at oprette en nationalpark, for at forbedre forvaltningen og kontrollen af området. Disse forslag førte til den officielle oprettelse af Guadeloupe Nationalpark 20. februar 1989.
Grand Cul-de-Sac Marin Nature Reserve blev oprettet i 1987, og blev lagt under nationalparkens administration.
I 1992 opnåede Guadeloupe Nationalpark international anerkendelse da parken og det tilstødende Grand Cul-de-Sac Marin Nature Reserve blev oprettet som international biosphere reserve af UNESCO.

## Geografi
Nationalparken har et areal på 173 km² og en bufferzone på 162 km². Havreservatet Grand Cul-de-Sac Marin Nature Reserve omfatter 21 km² og 16 km² på land.
I alt omfatter de to reservater 10% af Guadeloupes samlede areal, to tredjedele af Basse-Terres tropiske skove. Det højeste punkt i bjergmassivet er den aktive vulkan La Soufrière der er 1.467 moh. Andre toppe er Échelle (1.397 moh.), Grand-Sans-Toucher (1.354 moh.), og tvillingebjerget Mamelles (768 moh.).
Parken omfatter dele af 11 kommuner:
- Vieux-Habitants
- Bouillante
- Pointe-Noire
- Lamentin
- Petit-Bourg
- Goyave
- Capesterre-Belle-Eau
- Trois-Rivières
- Gourbeyre
- Saint-Claude
- Baillif

## Vegetation
Guadeloupe Nationalpark er inddelt i tre typer af økosystem:

### Tropisk regskov
Parkens tropiske regskov varierer i karakter og arter mellem flere sub-økosystemer, hovedsageligt baseret på højden.
- De lavere højder (op til 500 moh.) i parkens bufferzone er en mesofil skov, med træer som hvid og rød mahogni, palisander, og jatoba. I denne zone er der også landbrug blandt andet produktion af bananer.
- En bjergzone der omfatter 80% af parkens areal, i en højde mellem 300 og 1000 moh. Dette tætte og frodige økosystem rummer en stor diversitet af plantearter: meget store træer der vokser op til 30 meter (tabonuco, acomat boucan, kastanje) men også mange mindre træer og blomster.
- De højeste skove over 1000 moh. er meget mindre tætte end parkens andre skove, på grund af de ekstremt våde forhold og et konstant skydække. disse skove ligner savanner.

### Kystskove
Vegetationen i kystegnene har udfordringer med saltholdigheden i luften og jorden, intens varme fra solen og dens udtørrende effekt, og den konstante vind. Notable plantearter i dette miljø er Coccoloba uvifera (havgrape) og pære.

### Mangrove
Grand Cul-de-Sac Marin Nature Reserve vådområder med helt eller tidvist oversvømmede skove(både salte og ferske), og omfatter tæt ved halvdelen af Guadeloupes mangrovesumpe (37 km² ud af 80 km²).

## Turistattraktioner
Blandt de interesante steder at besøge i Guadeloupe Nationalpark er:
- La Soufrière
- Carbet Falls
- De to Mamelles og Traverséevejen
- Grand Cul-de-Sac Marin Nature Reserve

Endvidere er der mange vandreruter gennem parken

## Eksterne kilder og henvisninger
1. ↑  Archipel de Guadeloupe Biosphere Reserve, France unesco.org hentet 16. april 2023

- Wikimedia Commons har flere filer relateret til Parc national de la Guadeloupe
- Official site of Guadeloupe National Park Arkiveret 3. februar 2011 hos  Wayback Machine (fransk)
- Official site of Grand Cul-de-Sac Marin Nature Reserve Arkiveret 28. juni 2017 hos  Wayback Machine (fransk)
- UNEP-WCMC data sheet on the core area of the park
- UNEP-WCMC data sheet on the buffer zone of the park